# Battaglia di Haddon Rig
La battaglia di Haddon Rig fu una battaglia combattuta a tre miglia ad est di Kelso, al confine tra Scozia e Inghilterra, il 24 agosto 1542, durante il regno di Giacomo V di Scozia. L'esercito inglese era guidato da Robert Bowes, vice guardiano della East March inglese. Lo scontro risultò in una significativa vittoria per gli scozzesi, ma venne adombrato dalla disastrosa sconfitta degli stessi scozzesi nella battaglia di Solway Moss nel novembre di quell'anno.
Il borgo medievale di Haddon Rig corrisponde all'attuale città di Hadden, nel Roxburghshire; all'epoca era circondato da terre agricole.
Enrico d'Inghilterra, disgustato dai legami che suo nipote il re di Scozia aveva intessuto con la Francia, si risolse ad invadere la Scozia per mare e per terra. Riuscì a radunare un considerevole esercito presso il confine scozzese lo pose al comando di sir Robert Bowes, uno dei suoi tutori, del conte di Angus e dei suoi fratelli. Giacomo di Scozia, per contro, nominò il conte di Huntly quale comandante del suo esercito per l'operazione, affidandogli la guida di 10 000 uomini in tutto di cu ad ogni modo solo un quinto venne utilizzato nello scontro; con lui si trovava il suo luogotenente, sir Walter Lindsay di Torphichen, giudicato eccellente ufficiale.
Il conte di Huntly si servì di un sistema di spie al suo servizio per ottenere quante più informazioni sul nemico e sulle sue posizioni. L'esercito inglese continuava a rimanere nelle sue posizioni, ma la nobiltà scozzese si era risolta a non attaccare questo esercito per non dare adito a svolgere atti preventivi, ovvero volevano assicurarsi che gli inglesi varcassero davvero il confine per non creare una crisi diplomatica con l'Inghilterra. Huntly venne informato dell'avanzata degli inglesi ed il 24 agosto si fece trovare ad Haddon Rig dove si ebbe poi lo scontro tra le due fazioni. La mattina gli inglesi si trovarono davanti le truppe scozzesi schierate. Torphichen, con un corpo i 2000 uomini, avanzò verso il nemico con una tale furia da assicurarsi da solo la vittoria. Più di 2000 furono i morti per gli inglesi, e 600 furono i prigionieri, tra cui il generale Bowes, sir William Mowbray, e circa sessanta baroni dell'Inghilterra settentrionale; il conte di Angus riuscì a sfuggire col suo cavallo. Le perdite per gli scozzesi furono così minime da non venire nemmeno menzionate nelle cronache.